# L'Énigme sans fin
L'Énigme sans fin est un tableau réalisé par le peintre espagnol Salvador Dalí en 1938. Cette huile sur toile surréaliste confond une nature morte et un paysage vallonné. Elle est conservée au musée national centre d'art Reina Sofía, à Madrid.